# Saribia ochracea
Saribia ochracea is een vlindersoort uit de familie van de prachtvlinders (Riodinidae), onderfamilie Nemeobiinae.
Saribia ochracea werd in 1932 beschreven door Riley.